# Венера Арлезіанська
Венера Арлезіа́нська, Афродіта Арлезіанська, Венера з Арля (фр. Vénus d'Arles) — статуя Венери, давньоримська копія кінця І ст. до н. е. з незбереженого давньогрецького оригіналу. Можливо, це копія статуї Афродіти Феспійської роботи Праксітеля. Матеріал — мармур з гори Гіметт, висота статуї — 1,94 м. Зберігається в Луврі.
Припускають, що вона є копією Афродіти Феспійської — статуї Праксітеля, натурницею для якої послугувала знаменита Фріна. У ІІ ст. н. е. античний географ Павсаній згадує про існування у Феспіях скульптурної групи з Ерота, Фріни та Афродіти. «Почерк» Праксітеля деякі убачають у повороті голови, яка нагадує їм Афродіту Кнідську. Можливо, напівоголена Афродіта Феспійська буда створена скульптором у ранній період творчої діяльності (360-ті роки до н. е.), перш ніж він перейшов до повністю оголених статуй, таких як Афродіта Кнідська.
Статую знайдено 6 червня 1651 року в місті Арлі — під час земляних робіт на місцевому античному театрі. Спочатку була знайдена голова, потім — торс без рук і п'єдестал, всього видобули від 3 до 5 фрагментів. Ідентифікація знахідки була неоднозначною: одні дослідники вважали, що це зображення Артеміди (Діани), інші — що це статуя Афродіти (Венери). Пізніше, у 1684 біля театру розпочали значні розкопки для пошуку бракуючих частин (за наказом нового власника статуї, Людовика XIV). Проте руки знайти не вдалося.

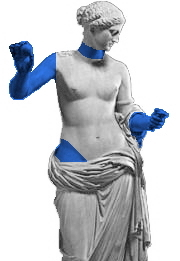
Відреставровані частини позначені синім

У травні 1684 року статуя була перевезена в Париж і піднесена в дар королю Людовику XIV. Відновити відсутні руки доручили Франсуа Жирардону. Він відреставрував скульптуру згідно з її ідентифікацією як Афродіти, з атрибутами цієї богині — дзеркалом в одній руці і яблуком у другій. Окрім того, скульптор прибрав м'язи і виступні кістки. Проте, така трактовка з атрибутикою поділяється не всіма дослідниками. Англійський мистецтвознавець Теодор Кук зазначав, «що яким би не був стан первісних рук, ми можемо бути певними, що вона не держала „м'яч“ в одній руці, а дзеркало в другій, як показав реставратор».
18 квітня 1685 року «Венеру» встановили у Дзеркальній Залі Версалю. У 1798 році її перевезли в Лувр.